# P6 (mikroarchitektúra)
A P6 mikroarchitektúra az Intel x86 mikroarchitektúra hatodik generációja, amely az 1995 
novemberében bevezetett Pentium Pro mikroprocesszorban jelent meg először. Az architektúrára gyakran 
i686-ként is hivatkoznak. A NetBurst mikroarchitektúra váltotta fel 
2000-ben, de újraéledt a Pentium M mikroprocesszor-vonalban. A P6 mikroarchitektúra Pentium M változatának 
utódja az Intel Core termékcsaládban alkalmazott Core mikroarchitektúra.

## A Pentium Pro-tól a Pentium III-ig
A P6 mag volt a hatodik generáció az Intel x86-os mikroprocesszorainak sorozatában. A P6 mag első megvalósítása a Pentium Pro processzor volt, amely 1995-ben készült el, és ez volt az eredeti Pentium design (P5) közvetlen utódja.
Számos új technikát a P6 magban alkalmaztak először az Intelnél:
- Spekulatív végrehajtás és soron kívüli végrehajtás (out-of-order execution, az Intelnél saját terminológia szerint dinamikus végrehajtás, dynamic execution) amelyhez új véglegesítő egységek kerültek az utasításvégrehajtó magrendszerbe. Ez csökkentette a futószalag-várakozásokat és részben elősegítette a jobb sebesség-skálázást a Pentium Pro és az azt követő processzoroknál.
- Szuperfutószalagos technika: a Pentium 5 fokozatú utasítás-futószalagját 14 fokozatúra bővítették a Pentium Pro-ban, amely a Pentium III processzorban 10 fokozatúvá alakult, és 12 – 14 fokozatú futószalagot kaptak a Pentium M processzorok.
- Fizikai címkiterjesztés (Physical Address Extension, PAE) és szélesebb 36 bites adatsín a 64 GiB fizikai memória támogatására (egy folyamat lineáris címtere továbbra is 4 GiB-ra korlátozódik).
- Regiszterátnevezés, amely lehetővé teszi a futószalagra került többszörös utasítások hatékonyabb végrehajtását.
- CMOV utasítások, amelyeket erőteljesen használnak az optimizáló fordítóprogramok.

A P6 architektúra három generációt élt meg a Pentium Pro-tól a Pentium III-ig, és széles körben elismert alacsony fogyasztása, kiváló egészértékű számítási teljesítménye és viszonylag magas ciklusonkénti utasításszáma (instructions per cycle, IPC) miatt. A feldolgozómagok P6-os vonalát a NetBurst (P68) architektúra váltotta fel, amely a Pentium 4 processzorban jelent meg először. A NetBurst egy teljesen eltérő elveken alapuló kialakítás, amely leginkább a nagyon hosszú futószalagokra támaszkodik, előnyben részesíti a sokkal magasabb órajelfrekvenciákat, miközben az elérhető IPC értéke alacsonyabb, fogyasztása pedig magasabb.

### P6 alapú csipek
- Celeron (Covington/Mendocino/Coppermine/Tualatin változatok)
- Pentium Pro
- Pentium II Overdrive (Pentium II csip 387 érintkezős Socket 8 foglalatban)
- Pentium II
- Pentium II Xeon
- Pentium III
- Pentium III Xeon

## P6-os változatú Pentium M

### Banias/Dothan változat
- Celeron M (Banias/Shelton/Dothan változatok)
- Pentium M
- A100/A110
- EP80579
- CE 3100

## P6-os változatú Enhanced Pentium M
A Yonah CPU 2006 januárjában jelent meg a Core márkajelzés alatt. Egy- és kétmagos mobil változatokat árultak Core Solo, Core Duo, és Pentium Dual-Core márkanéven, és szerver-változatokat is kibocsájtottak Xeon LV néven. Ezekben a processzorokban részleges, megelőző megoldásokat alkalmaztak a Pentium M hibáira, hozzáadva azokat a P6 mikroarchitektúrához:
- SSE3 támogatás
- Egy- és kétmagos technológia, 2 MiB osztott L2 gyorsítótárral (a processzor szervezését átstrukturálva)
- Megnövelt FSB sebesség, 533 MT/s vagy 667 MT/s kiépítésben
- 12 fokozatú utasítás-futószalag

Ezek a megoldások részben csak az alacsony fogyasztású CPU-k belső mikroarchitektúrájából következtek, átmenetet alkotva a P6 és a rákövetkező Core mikroarchitektúra között.

### Yonah változat
- Celeron M 400 sorozat
- Core Solo/Duo
- Pentium Dual-Core T2060/T2080/T2130
- Xeon LV/ULV (Sossaman)

## Fordítás
Ez a szócikk részben vagy egészben  a   P6 (microarchitecture) című angol Wikipédia-szócikk ezen változatának fordításán alapul.  Az eredeti cikk szerkesztőit annak laptörténete sorolja fel. Ez a jelzés csupán a megfogalmazás eredetét és a szerzői jogokat jelzi, nem szolgál a cikkben szereplő információk forrásmegjelöléseként.